# Certosino di Bologna
Il certosino di Bologna (in bolognese pan spzièl o zartuṡén) è un tipico dolce natalizio della cucina bolognese con 5 spezie cinesi, miele, mandorle, pinoli, cioccolato fondente e canditi. Viene impastato con ammoniaca per alimenti e lasciato riposare una notte prima di cuocerlo. È conosciuto anche come "panspeziale" (panspzièl).

## Storia
La ricetta del panspeziale è molto antica e risale al medioevo quando era prodotto dai farmacisti (o "speziali"). Solo in un secondo tempo furono i frati certosini a prendersi carico della sua produzione. Furono i frati della Certosa, oggi cimitero di Bologna, che cominciarono a preparare il panspeziale per primi. Lo fecero così bene che il dolce cambiò nome, prendendo quello della confraternita. Tuttavia altri fanno risalire l'etimologia del nome al dialettale pan spzièl, cioè pane speciale.
Il certosino fu conosciuto anche alla corte papale per opera dei frati di San Brunone, ma non si diffuse mai oltre i limiti della provincia bolognese. Si possono comunque trovare dolci simili nella vicina Romagna, ma con altri nomi. Una volta veniva confezionato principalmente dalle famiglie, oggi è più facile trovarlo nelle pasticcerie, anche se c'è ancora chi lo produce in casa.

## La ricetta
Nel giugno del 2003 la delegazione di Bologna dell'Accademia italiana della cucina ha depositato presso la Camera di Commercio, Industria, Artigianato e Agricoltura di Bologna la ricetta ufficiale del certosino (o panspeziale). La ricetta è stata elaborata a seguito di ricerche storiografiche.
Il dolce è preparato con farina, miele, frutta (cedro) candita, mandorle, cioccolato fondente, uvetta sultanina, pinoli, burro, semi di anice e cannella.

## Altre varianti
Un dolce molto simile, sempre della tradizione bolognese e in particolare di Molinella, è il panone (in bolognese orientale panón). Questo ha in comune con il certosino le decorazioni fatte con canditi, il cioccolato e la frutta secca, ma ha una consistenza differente: se il certosino si avvicina al pampepato ferrarese, il panone è più vicino ad una torta lievitata.